# Campeonato Europeu de Halterofilismo de 1983
O 62º Campeonato Europeu de Halterofilismo foi organizado pela Federação Europeia de Halterofilismo em Moscou, na União Soviética entre 22 a 31 de outubro de 1983. Foram disputadas 10 categorias com a presença de 123 halterofilistas de 21 nacionalidades. Essa edição foi realizada em conjunto com o Campeonato Mundial de Halterofilismo de 1983.

## Medalhistas
| Evento                       | Ouro                                 | Ouro              | Prata                                  | Prata             | Bronze                               | Bronze            |
| Mosca (até 52 kg)            | Mosca (até 52 kg)                    | Mosca (até 52 kg) | Mosca (até 52 kg)                      | Mosca (até 52 kg) | Mosca (até 52 kg)                    | Mosca (até 52 kg) |
| ---------------------------- | ------------------------------------ | ----------------- | -------------------------------------- | ----------------- | ------------------------------------ | ----------------- |
| Arranque                     | Neno Terziski · Bulgária             | 115,0 kg          | Jacek Gutowski · Polónia               | 112,5 kg          | Béla Oláh · Hungria                  | 107,5 kg          |
| Arremesso                    | Neno Terziski · Bulgária             | 145,0 kg          | Stefan Leletko · Polónia               | 140,0 kg          | Jacek Gutowski · Polónia             | 137,5 kg          |
| Total                        | Neno Terziski · Bulgária             | 260,0 kg          | Jacek Gutowski · Polónia               | 250,0 kg          | Stefan Leletko · Polónia             | 247,5 kg          |
| Galo (até 56 kg)             |                                      |                   |                                        |                   |                                      |                   |
| Arranque                     | Naim Suleymanov · Bulgária           | 130,0 kg          | Oksen Mirzoian · União Soviética       | 127,5 kg          | Andreas Letz · Alemanha Oriental     | 120,0 kg          |
| Arremesso                    | Oksen Mirzoian · União Soviética     | 165,0 kg          | Andreas Letz · Alemanha Oriental       | 160,0 kg          | Naim Suleymanov · Bulgária           | 160,0 kg          |
| Total                        | Oksen Mirzoian · União Soviética     | 292.5 kg          | Naim Suleymanov · Bulgária             | 290.0 kg          | Andreas Letz · Alemanha Oriental     | 280.0 kg          |
| Pena (até 60 kg)             |                                      |                   |                                        |                   |                                      |                   |
| Arranque                     | Iurik Sarkissian · União Soviética   | 137,5 kg          | Marek Seweryn · Polónia                | 135,0 kg          | Stefan Topurov · Bulgária            | 132,5 kg          |
| Arremesso                    | Stefan Topurov · Bulgária            | 180,0 kg          | Iurik Sarkissian · União Soviética     | 175,0 kg          | Gelu Radu · Roménia                  | 162,5 kg          |
| Total                        | Iurik Sarkissian · União Soviética   | 312,5 kg          | Stefan Topurov · Bulgária              | 312,5 kg          | Gelu Radu · Roménia                  | 292,5 kg          |
| Leve (até 67,5 kg)           |                                      |                   |                                        |                   |                                      |                   |
| Arranque                     | Ianko Russev · Bulgária              | 145,0 kg          | Andreas Behm · Alemanha Oriental       | 145,0 kg          | Joachim Kunz · Alemanha Oriental     | 145,0 kg          |
| Arremesso                    | Joachim Kunz · Alemanha Oriental     | 195,0 kg          | Ianko Russev · Bulgária                | 192,5 kg          | Andreas Behm · Alemanha Oriental     | 192,5 kg          |
| Total                        | Joachim Kunz · Alemanha Oriental     | 340,0 kg          | Ianko Russev · Bulgária                | 337,5 kg          | Andreas Behm · Alemanha Oriental     | 337,5 kg          |
| Médio (até 75 kg)            |                                      |                   |                                        |                   |                                      |                   |
| Arranque                     | Vladimir Kuznetsov · União Soviética | 167,5 kg          | Aleksandar Varbanov · Bulgária         | 160,0 kg          | Dragomir Cioroslan · Roménia         | 157,5 kg          |
| Arremesso                    | Aleksandar Varbanov · Bulgária       | 210,0 kg          | Zdravko Stoitchkov · Bulgária          | 207,5 kg          | Vladimir Kuznetsov · União Soviética | 202,5 kg          |
| Total                        | Aleksandar Varbanov · Bulgária       | 370.0 kg          | Vladimir Kuznetsov · União Soviética   | 370.0 kg          | Zdravko Stoitchkov · Bulgária        | 362.5 kg          |
| Pesado-ligeiro (até 82,5 kg) |                                      |                   |                                        |                   |                                      |                   |
| Arranque                     | Assen Zlatev · Bulgária              | 180,0 kg          | Iurik Vardanian · União Soviética      | 180,0 kg          | László Barsi · Hungria               | 165,0 kg          |
| Arremesso                    | Iurik Vardanian · União Soviética    | 212,5 kg          | Assen Zlatev · Bulgária                | 210,0 kg          | Lubomír Vymazal · Tchecoslováquia    | 210,0 kg          |
| Total                        | Iurik Vardanian · União Soviética    | 392,5 kg          | Assen Zlatev · Bulgária                | 390,0 kg          | László Barsi · Hungria               | 370,0 kg          |
| Meio-pesado (até 90 kg)      |                                      |                   |                                        |                   |                                      |                   |
| Arranque                     | Blagoi Blagoev · Bulgária            | 190,0 kg          | Viktor Solodov · União Soviética       | 185,0 kg          | Andrzej Piotrowski · Polónia         | 170,0 kg          |
| Arremesso                    | Blagoi Blagoev · Bulgária            | 227,5 kg          | Viktor Solodov · União Soviética       | 225,0 kg          | Andrzej Piotrowski · Polónia         | 212,5 kg          |
| Total                        | Blagoi Blagoev · Bulgária            | 417,5 kg          | Viktor Solodov · União Soviética       | 410,0 kg          | Andrzej Piotrowski · Polónia         | 382,5 kg          |
| Pesado I (até 100 kg)        |                                      |                   |                                        |                   |                                      |                   |
| Arranque                     | Aleksandr Popov · União Soviética    | 187,5 kg          | Pavel Kuznetsov · União Soviética      | 182,5 kg          | Vasile Groapă · Roménia              | 180,0 kg          |
| Arremesso                    | Pavel Kuznetsov · União Soviética    | 240,0 kg          | Aleksandr Popov · União Soviética      | 235,0 kg          | Andrzej Komar · Polónia              | 227,5 kg          |
| Total                        | Pavel Kuznetsov · União Soviética    | 422,5 kg          | Aleksandr Popov · União Soviética      | 422,5 kg          | Andrzej Komar · Polónia              | 407,5 kg          |
| Pesado II (até 110 kg)       |                                      |                   |                                        |                   |                                      |                   |
| Arranque                     | Viatcheslav Klokov · União Soviética | 192,5 kg          | József Jacsó · Hungria                 | 185,0 kg          | Ștefan Tașnadi · Roménia             | 182,5 kg          |
| Arremesso                    | Viatcheslav Klokov · União Soviética | 247,5 kg          | József Jacsó · Hungria                 | 225,0 kg          | Anton Baraniak · Tchecoslováquia     | 220,0 kg          |
| Total                        | Viatcheslav Klokov · União Soviética | 440,0 kg          | József Jacsó · Hungria                 | 410,0 kg          | Anton Baraniak · Tchecoslováquia     | 400,0 kg          |
| Superpesado (+ 110 kg)       |                                      |                   |                                        |                   |                                      |                   |
| Arranque                     | Anatoli Pissarenko · União Soviética | 205,0 kg          | Aleksandr Kurlovitch · União Soviética | 205,0 kg          | Pavel Khek · Tchecoslováquia         | 197,5 kg          |
| Arremesso                    | Anatoli Pissarenko · União Soviética | 245,0 kg          | Aleksandr Kurlovitch · União Soviética | 245,0 kg          | Antonio Krastev · Bulgária           | 237,5 kg          |
| Total                        | Anatoli Pissarenko · União Soviética | 450,0 kg          | Aleksandr Kurlovitch · União Soviética | 450,0 kg          | Antonio Krastev · Bulgária           | 427,5 kg          |

## Quadro de medalhas
Quadro de medalhas no total combinado
| Ordem | País              | Medalha de ouro | Medalha de prata | Medalha de bronze | Total |
| ----- | ----------------- | --------------- | ---------------- | ----------------- | ----- |
| 1     | União Soviética   | 6               | 4                | 0                 | 10    |
| 2     | Bulgária          | 3               | 4                | 2                 | 9     |
| 3     | Alemanha Oriental | 1               | 0                | 2                 | 3     |
| 4     | Polónia           | 0               | 1                | 3                 | 4     |
| 5     | Hungria           | 0               | 1                | 1                 | 2     |
| 6     | Tchecoslováquia   | 0               | 0                | 1                 | 1     |
| 6     | Roménia           | 0               | 0                | 1                 | 1     |
| Total | Total             | 10              | 10               | 10                | 30    |